# Tysk-romersk kejser
 Ikke at forveksle med Tysk kejser (Tyske Kejserrige).
Den Tysk-romerske kejser (tysk: Römisch-deutscher Kaiser), officielt Romernes kejser (latin: Imperator Romanorum) var herskeren over Det tysk-romerske Rige. Riget blev af den romersk-katolske kirke betragtet som den eneste retsgyldige arvtager til Romerriget i middelalderen og tidlig moderne tid. Titlen blev holdt sammen med titlen Konge af Italien (Rex Italiae) fra det 8. til det 16. århundrede og næsten uden afbrydelse med titlen Romernes konge (Rex Teutonicorum, lit. 'Tyskernes konge') gennem det 12. til det 18. århundrede. 
I teori og diplomati blev kejserne betragtet som primus inter pares, den første blandt andre ligestillede romersk-katolske monarker i hele Europa. I praksis var en kejser kun så stærk, som hans hær og alliancer, inklusive ægteskabsallianser, gjorde ham. 
Deres rige, Det tysk-romerske Rige, blev af den romersk-katolske kirke betragtet som den retsgyldige efterfølger til det vestlige Romerrige i middelalderen og tidlig moderne tid.
Fra arveenevælde i karolingisk tid (800–924) var titlen hen mod det 13. århundrede blevet del af et valgmonarki, hvor kejseren blev valgt af kurfyrster. Forskellige kongeslægter i Europa blev på forskellige tidspunkter de facto de arvelige indehavere af titlen, især Liudolfingerne (962–1024) og Salierne (1027–1125). Efter den sene middelalders regeringskrise holdt Habsburgerne titlen i deres besiddelse uden afbrydelse fra 1440–1740. De sidste kejsere var fra Huset Habsburg-Lothringen fra 1765–1806. Det tysk-romerske Rige blev opløst af Frans 2. efter et ødelæggende nederlag til Napoleon i Slaget ved Austerlitz. 
Kejseren blev almindeligt opfattet til at herske af Guds nåde, skønt han ofte modsatte sig eller var i opposition til paven, især under Investiturstriden. Det tysk-romerske Rige har aldrig haft en regerende kejserinde, selvom kvinder som Teofano og Maria Theresia havde en stærk indflydelse. Gennem sin historie blev positionen betragtet som en forsvarer af den romersk-katolske tro. Indtil Maximilian 1. i 1508, blev den valgte kejser (Imperator electus) påkrævet at blive kronet af paven, før han tog den kejserlige titel. Karl 5. var den sidste, der blev kronet af paven i 1530. Selv efter Reformationen var den valgte kejser altid romersk-katolsk. Der var korte perioder i historien, hvor valgkollegiet blev domineret af protestanter, og kurfyrsterne stemte normalt i deres egen politiske interesse. 

## Titel
Fra Konstantin den Stores tid (regerede 306–337) havde de romerske kejsere med meget få undtagelser påtaget sig en rolle som støtter og forsvarere af kristendommen. Konstantins regeringstid etablerede præcedens for den kristne kejsers position i kirken. Kejserne så sig selv ansvarlige overfor guderne for deres undersåtters åndelige helbred, og efter Konstantin havde de en pligt til at hjælpe kirken med at definere rettroenhed og opretholde rettroenhed. Kejserens rolle var at håndhæve doktrinen, udrydde kætteri og opretholde kirkens enhed. Både titlen og forbindelsen mellem kejser og den ortodokse kirke fortsatte i det Det Byzantinske Rige gennem hele middelalderen (i eksil i 1204–1261). De første syv økumeniske koncil fra det 5. til det 8. århundrede blev indkaldt af de byzantinske kejsere.
I Vesteuropa blev titlen kejser afskaffet efter Julius Nepos' død i 480, skønt herskerne i de barbariske kongeriger fortsat anerkendte den byzantinske kejsers myndighed i det mindste formelt langt ind i det 6. århundrede. I 797 blev den byzantinske kejser Konstantin 6.  afsat og erstattet som monark af sin mor Irene. Pavemagten, der indtil dette tidspunkt havde fortsat med at anerkende herskerne i Konstantinopel som romerske kejsere, betragtede kejsertronen som ledig, da en kvinde i deres mening ikke kunne regere riget.
Af denne årsag blev Karl den Store, frankernes konge og kongen af Italien, kronet til Romernes kejser (Imperator Romanorum ) af Pave Leo 3. som efterfølger til Konstantin 6. som romersk kejser under konceptet translatio imperii. På hans mønter er navnet og titlen, der blev brugt af Karl den Store, Karolus Imperator Augustus og i sine egne dokumenter brugte han Imperator Augustus Romanum gubernans Imperium ("Kejser Augustus, som regerer Det romerske Imperium") og serenissimus Augustus a Deo coronatus, magnus pacificus Imperator Romanorum gubernans Imperium ("mest ophøjede Augustus kronet af Gud, store fredelig kejser, der styrer romernes imperium"). Det Østromerske Rige gav til sidste efter og anerkendte Karl den Store og hans efterfølgere som kejsere, men som "frankiske" og "tyske kejsere", idet de på intet tidspunkt henførte til dem som romerske, en betegnelse, de forbeholdte sig selv. 
Titlen som kejser i vest indebar pavens anerkendelse. Da pavedømmets magt voksede i middelalderen, kom pave og kejsere i konflikt om kirkens administration. Den bedst kendte og mest bitre konflikt var den, der blev kendt som investiturstriden, der blev kæmpet i det 11. århundrede mellem Henrik  4. og Pave Gregor 7. 
Efter kroning af Karl den Store beholdt hans efterfølgere titlen indtil Berengar 1.'s død i 924. Det relativt korte interregnum mellem 924 og kroningen af Otto den Store i 962 betragtes som markeringen af overgangen fra det Frankerriget til Det tysk-romerske Rige. Under Liudolfingerne faldt meget af det tidligere karolingiske rige Østfranken inden for grænserne af Det tysk-romerske Rige. 
Siden 911 havde de forskellige tyske fyrster valgt tyskernes konge blandt dem selv. Tyskernes konge ville derefter blive kronet som kejser efter det fortilfælde, der var blevet sat af Karl den Store, i perioden 962–1530. Karl 5. var den sidste kejser, der blev kronet af paven, og hans efterfølger Ferdinand 1. antog blot titlen "valgt kejser" i 1558. Den sidste valgte tysk-romerske kejser Frans 2. abdicerede i 1806 under Napoleonskrigene, der så imperiets endelige opløsning. 
Udtrykket sacrum (dvs. "hellig") i forbindelse med Det tyske-romerske Rige blev først brugt i 1157 under Frederik 1. Barbarossa.
Standardbetegnelsen for den tysk-romerske kejser var "Romernes kejser Augustus" (Romanorum-imperator Augustus). Da Karl den Store blev kronet i år 800 blev han tituleret som "mest ophøjede Augustus, kronet af Gud, stor og fredelig kejser, der regerede det romerske imperium," som således udgør elementerne "Hellig" og "Romersk" i den kejserlige titel.
Ordet romersk var en afspejling af princippet om translatio imperii (eller i dette tilfælde restauratio imperii), der betragtede de (germanske) hellige romerske kejsere som arvingerne til titlen kejser fra det Vestromeske rige, på trods af det Østromerske riges fortsatte eksistens Romerriget. 
I tysksproget historiografi bruges udtrykket Römisch-deutscher Kaiser ("romersk-tysk kejser") til at skelne titlen fra den romerske kejsers på den ene side og den tyske kejser (Deutscher Kaiser) på den anden side. Det engelske udtryk "Holy Roman Emperor" er en moderne forkortelse for "emperor of the Holy Roman Empire", der ikke svarer til den historiske stil eller titel, dvs. adjektivet "Holy" er ikke beregnet til at moderere "emperor". Det engelske udtryk "Holy Roman Emperor" blev almindeligt i mellemkrigstiden (1920'erne til 1930'erne), tidligere var titlen også blevet gengivet som "German-Roman Emperor" på engelsk.

## Arveregler
Valgmonarkiet går tilbage til det tidlige 10. århundrede, med valget af Konrad 1. af Franken i 911 efter at Ludvig Barnet, den sidste karolingiske hersker i Tyskland, døde uden afkom. Valg betød, at kongemagten i Tyskland kun delvist var arvelig, i modsætning til kongemagten i Frankrig, selvom magten ofte forblev i samme dynasti, indtil der ikke var flere mandlige efterfølgere. Valgprocessen betød, at hovedkandidaten måttet gøre indrømmelser, som vælgerne kunne holde ham fast på: Wahlkapitulationen, en slags håndfæstning. 
Konrad blev valgt af de tyske hertuger, og det vides ikke nøjagtigt, hvornår systemet med syv kurfyrster blev oprettet. Det pavelige dekret Venerabilem af Innocens 3. (1202), addresseret til Berthold 5., hertug af Zähringen, fastlægger valgproceduren med (ikke navngivne) fyrster af riget og forbeholder paven retten til at godkende kandidaterne. Et brev fra Pave Urban 4. (1263) i forbindelse med den omstridte afstemning i 1256 og det efterfølgende interregnum henstiller, at syv fyrster fra" Arilds tid" havde retten til at vælge kongen og den fremtidige kejser. De syv kurfyrster blev udnævnt i Den gyldne bulle af 1356: Ærkebiskoppen af Mainz, Ærkebiskoppen af Trier, Ærkebiskoppen af Köln, Kongen af Bøhmen, Greven af Pfalz, Hertugen af Sachsen og Markgreven af Brandenburg. 
Efter 1438 forblev kongerne i huset Habsburg og Habsburg-Lothringen med den kortvarige undtagelse af Karl 7., der var en Wittelsbach. Maximilian 1. (kejser 1508–1519) og hans efterfølgere rejste ikke længere til Rom for at blive kronet som kejser af paven. Maximilian udnævnte sig derfor til den valgte romerske kejser (Erwählter Römischer Kaiser) i 1508 med pavens godkendelse. Denne titel blev brugt af alle hans ukronede efterfølgere. Af hans efterfølgere modtog kun Karl V en pavelig kroning. 
Kurfyrsten af Pfalz plads blev tildelt hertugen af Bayern i 1621, men i 1648, i kølvandet på Trediveårskrigen blev greven af Pfalz genindsat som den ottende valg. Kurfyrstendømmet Braunschweig-Lüneburg blev tilføjet som den niende vælger i 1692. Hele valgkollegiet blev rekonstrueret i 1803 med i alt ti kurfyrster: de "gamle" kurfyrster: Hertugen af Bayern, Hertugen af Sachsen, Hertugen af Braunschweig-Lüneburg, Markgreven af Brandenburg, Kongen af Bøhmen; De "nye" kurfyrster: Ærkebiskoppen af Regensburg, Hertugen af Württemberg, Hertugen af Salzburg, Markgreven af Baden og Landgreven af Hessen-Kassel  Blot tre år senere blev Det tysk-romerske rige opløst, og ingen af de nye kurfyrster nåede at deltage i et kejservalg.

## Oversigt over kejserene
Denne oversigt inkluderer alle 47 tyske monarker kronet fra Karl den Store indtil Det tysk-romerske riges opløsning (800-1806). 
Flere herskere blev kronet til Romernes konge (Konge af Tyskland), men ikke til kejser, skønt de titulerede sig således, blandt dem var: Konrad 1. af Franken og Henrik Fuglefænger i det 10. århundrede, og Konrad 4., Rudolf 1., Adolf og Albrecht 1. under interregnummet i slutningen af det 13. århundrede. 
Traditionel historiografi antager en kontinuitet mellem Det carolingiske imperium og Det tysk-romerske Rige, mens en moderne betragtning anser kroningen af Otto 1. i 962 som begyndelsen på Det tysk-romerske rige (selvom udtrykket Sacrum Imperium Romanum ikke var i brug før det 13. århundrede). 

### Frankiske kejsere
De herskere, der blev kronet som romerske kejsere i Vesteuropa mellem 800 og 915 var som følger: 

#### 800–888:Karolingerne
| Portræt | Navn                                       | Regeringstid      | Regeringstid      | Forhold til forgænger (-e) | Andre titler                                                    |
| ------- | ------------------------------------------ | ----------------- | ----------------- | -------------------------- | --------------------------------------------------------------- |
|         | Karl 1., den Store (Charlemagne) (742–814) | 25. december 800  | 28 januar 814     |                            | - Frankernes konge - Konge af Langobarderne                     |
|         | Ludvig 1., den Fromme (778–840)            | 11. september 813 | 20. juni 840      | Søn af Karl 1.             | - Frankernes konge - Konge af Italien - Konge af Aquitanien     |
|         | Lothar 1. (795–855)                        | 5. april 823      | 29. september 855 | Søn af Ludvig 1.           | - Konge af Italien - Konge af Mellemfranken                     |
|         | Ludvig 2. (825–875)                        | 29. september 855 | 12. august 875    | Søn af Lothar 1.           | - Konge af Italien                                              |
|         | Karl 2., den Skaldede (823–877)            | 29. december 875  | 6. oktober 877    | Søn af Ludvig 1.           | - Konge af Vestfranken - Konge af Italien                       |
|         | Karl 3., den Tykke (839–888)               | 12. februar 881   | 13. januar 888    | Barnebarn af Ludvig 1.     | - Konge af Vestfranken - Konge af Østfranken - Konge af Italien |

#### 891–898: Widonid-dynastiet
| Portræt | Navn                 | Regeringstid  | Regeringstid     | Forhold til forgænger (-e) | Andre titler                           |
| ------- | -------------------- | ------------- | ---------------- | -------------------------- | -------------------------------------- |
|         | Guy 1. (?-894)       | 891           | 12. december 894 | Tipoldebarn af Karl 1.     | - Konge af Italien - Hertug af Spoleto |
|         | Lambert 1. (880-898) | 30. april 892 | 15. oktober 898  | Søn af Guy 1.              | - Konge af Italien - Hertug af Spoleto |

#### 896–899:Karolingerne
| Portræt | Navn             | Regeringstid    | Regeringstid    | Forhold til forgænger (-e) | Andre titler                             |
| ------- | ---------------- | --------------- | --------------- | -------------------------- | ---------------------------------------- |
|         | Arnulf (850–899) | 22. februar 896 | 8. december 899 | Nevø til Karl 3.           | - Konge af Italien - Konge af Østfranken |

#### 901–905: Bosonid-dynastiet
| Portræt | Navn                            | Regeringstid    | Regeringstid | Forhold til forgænger (-e) | Andre titler                           |
| ------- | ------------------------------- | --------------- | ------------ | -------------------------- | -------------------------------------- |
|         | Ludvig 3., den blinde (880-928) | 22. februar 901 | 21. juli 905 | Barnebarn af Ludvig 2.     | - Konge af Italien - Konge af Provence |

#### 915–924: Unruoch-dynastiet
| Portræt | Navn                  | Regeringstid | Regeringstid | Forhold til forgænger (-e) | Andre titler                             |
| ------- | --------------------- | ------------ | ------------ | -------------------------- | ---------------------------------------- |
|         | Berengar 1. (845–924) | December 915 | 7. april 924 | Barnebarn af Ludvig 1.     | - Konge af Italien - Markgreve af Friuli |

### Tysk-romerske kejsere
Der var ingen kejser i vest mellem 924 og 962. 
Mens tidligere germanske og italienske monarker var blevet kronet som romerske kejsere, betragtes Det tysk-romerske Riges faktiske begyndelse at være kroningen af den saksiske konge Otto den Store. Det var officielt en valgt position, skønt den til tider gik gennem samme familie, især de fire generationer af Salierne i det 11. århundrede. Fra Saliernes endeligt til midten af det 15. århundrede kom kejserne fra mange forskellige tyske dynastier, og det var sjældent, at tronen gik fra far til søn. Det ændrede sig med det østrigske hus Habsburg opstigen, da en ubrudt linje af Habsburgere holdt den kejserlige trone indtil 1700-tallet. Senere overtog en sidelinje, der blev kendt som Huset Habsburg-Lothringen, tronen, og den gik fra far til søn indtil imperiets ophævelse i 1806. Bemærkelsesværdigt bar Habsburgerne fritaget fra kravet om, at kejserne skulle krones af paven, inden de kunne indtage deres embede. Fra Ferdinand 1. afholdt alle efterfølgende kejsere sig fra den traditionelle kroning. 

#### 962–1024:Liudolfingerne
| Portræt | Navn                         | Regeringstid     | Regeringstid    | Forhold til forgænger (-e)  | Andre titler                                                               |
| ------- | ---------------------------- | ---------------- | --------------- | --------------------------- | -------------------------------------------------------------------------- |
|         | Otto 1., den Store (912–973) | 2. februar 962   | 7. maj 973      | Tiptipoldebarn af Ludvig 1. | - Konge af Italien - Romernes Konge - Hertug af Sachsen                    |
|         | Otto 2., den Røde (955–983)  | 25. december 967 | 7. december 983 | Søn af Otto 1.              | - Konge af Italien - Romernes Konge                                        |
|         | Otto 3. (980–1002)           | 21. maj 996      | 23. januar 1002 | Søn af Otto 2.              | - Konge af Italien - Romernes Konge                                        |
|         | Henrik 2. (973–1024)         | 14. februar 1014 | 13. juli 1024   | Grandfætter til Otto 3.     | - Konge af Italien - Romernes Konge - Hertug af Bayern - Hertug af Kärnten |

#### 1027–1125:Salierne
| Portræt | Navn                             | Regeringstid      | Regeringstid    | Forhold til forgænger (-e) | Andre titler |
| ------- | -------------------------------- | ----------------- | --------------- | -------------------------- | --- |
|         | Konrad 2., den Ældre (990–1039)  | 26. marts 1027    | 4. juni 1039    | Tipoldebarn af Otto 1.     | - Konge af Burgund - Konge af Italien - Romernes Konge                                                                                    |
|         | Henrik 3., den Sorte (1017–1056) | 25. december 1046 | 5. oktober 1056 | Søn af Konrad 2.           | - Konge af Burgund - Konge af Italien - Romernes Konge - Hertug af Bayern - Hertug af Schwaben - Hertug af Kärnten - Markgreve af Meissen |
|         | Henrik 4. (1050–1106)            | 5. oktober 1056   | 7. august 1106  | Søn af Henrik 3.           | - Konge af Burgund - Konge af Italien - Romernes Konge - Hertug af Bayern                                                                 |
|         | Henrik 5. (1086–1125)            | 13. april 1111    | 23. maj 1125    | Søn af Henrik 4.           | - Konge af Italien - Romernes Konge - Konge af Burgund                                                                                    |

#### 1133–1137: Süpplingenburg-dynastiet
| Portræt | Navn                  | Regeringstid | Regeringstid     | Forhold til forgænger (-e) | Andre titler                                                               |
| ------- | --------------------- | ------------ | ---------------- | -------------------------- | -------------------------------------------------------------------------- |
|         | Lothar 3. (1075-1137) | 4. juni 1133 | 4. december 1137 | Grandnevø til Henrik 3.    | - Konge af Italien - Romernes Konge - Konge af Burgund - Hertug af Sachsen |

#### 1155–1197:Hohenstauferne
| Portræt | Navn                               | Regeringstid   | Regeringstid       | Forhold til forgænger (-e) | Andre titler                                                                  |
| ------- | ---------------------------------- | -------------- | ------------------ | -------------------------- | ----------------------------------------------------------------------------- |
|         | Frederik 1. Barbarossa (1122-1190) | 8. juni 1155   | 10. juni 1190      | Oldebarn af Henrik 4.      | - Romernes Konge - Konge af Italien - Konge af Burgund                        |
|         | Henrik 6. (1165-1197)              | 14. april 1191 | 28. september 1197 | Søn af Frederik I          | - Romernes Konge - Konge af Italien - Konge af Burgund - Medkonge af Sicilien |

#### 1198–1215:Huset Welf
| Portræt | Våbenskjold | Navn                | Regeringstid | Regeringstid | Forhold til forgænger (-e) | Andre titler                                           |
| ------- | ----------- | ------------------- | ------------ | ------------ | -------------------------- | ------------------------------------------------------ |
|         |             | Otto 4. (1175-1218) | 9. juni 1198 | 1215         | Oldebarn af Lothar 2.      | - Romernes Konge - Konge af Italien - Konge af Burgund |

#### 1220–1250:Hohenstauferne
| Portræt | Navn                                                    | Regeringstid      | Regeringstid      | Forhold til forgænger (-e) | Andre titler                                                                 |
| ------- | ------------------------------------------------------- | ----------------- | ----------------- | -------------------------- | ---------------------------------------------------------------------------- |
|         | Frederik 2., Stupor Mundi, Verdens vidunder (1194–1250) | 22. november 1220 | 13. december 1250 | Søn af Henrik 6.           | - Romernes Konge - Konge af Italien - Konge af Sicilien - Konge af Jerusalem |

Et interregnum i Det tysk-romerske Rige antages at hav eksisteret fra Pave Innocens 4.'s afsættelse af Frederik 2. af (1245, alternativt fra Frederiks død i 1250 eller Konrad 4. død i 1254) til valget Rudolf 1. (1273). Rudolf blev ikke kronet til kejser, heller ikke hans efterfølgere Adolf og Albrecht. Den næste kejser var Henrik 7., kronet den 29. juni 1312 af Pave Clemens 5.

#### 1312–1313:Huset Luxemburg
| Portræt | Våbenskjold | Navn                  | Regeringstid  | Regeringstid    | Forhold til forgænger (-e)                         | Andre titler                                             |
| ------- | ----------- | --------------------- | ------------- | --------------- | -------------------------------------------------- | -------------------------------------------------------- |
|         |             | Henrik 7. (1274-1313) | 29. juni 1312 | 24. august 1313 | Tiptiptiptiptiptiptip tiptiptipoldebarn af Karl 2. | - Romernes Konge - Konge af Italien - Greve af Luxemburg |

#### 1314–1347:Huset Wittelsbach
| Portræt | Våbenskjold | Navn                                | Regeringstid | Regeringstid     | Forhold til forgænger (-e)                                       | Andre titler                                           |
| ------- | ----------- | ----------------------------------- | ------------ | ---------------- | ---------------------------------------------------------------- | ------------------------------------------------------ |
|         |             | Ludvig 4., den Bayerske (1282-1347) | Oktober 1314 | 11. oktober 1347 | Fjern efterkommer af Henrik 4. og tiptiptipoldebarn af Lothar 3. | - Romernes Konge - Konge af Italien - Hertug af Bayern |

#### 1346–1437:Huset Luxemburg
| Portræt | Våbenskjold | Navn                  | Regeringstid  | Regeringstid      | Forhold til forgænger (-e) | Andre titler                                                                                  |
| ------- | ----------- | --------------------- | ------------- | ----------------- | -------------------------- | --------------------------------------------------------------------------------------------- |
|         |             | Karl 4. (1316-1378)   | 11. juli 1346 | 29. november 1378 | Barnebarn af Henrik 7.     | - Romernes Konge - Konge af Italien - Konge af Bøhmen - Konge af Burgund - Greve af Luxemburg |
|         |             | Sigismund (1368-1437) | 31. maj 1433  | 9. december 1437  | Søn af Karl 4.             | - Kongen af Tyskland - Konge af Italien - Konge af Bøhmen - Kongen af Ungarn og Kroatien      |

#### 1440–1740:Huset Habsburg
I 1508 gav Pave Julius 2. tilladelse til Maximilian 1. at bruge kejsertitlen uden kroningen i Rom, skønt titlen var betegnet som Electus Romanorum Imperator ("valgt til Romernes Kejser af). Maximilians efterfølgere antog den samme titulering, normalt da de var blevet den enehersker af Det tysk-romerske Rige. Maximilians første efterfølger Karl 5. var den sidste, der blev kronet til kejser. 
| Portræt | Våbenskjold | Navn                      | Regeringstid                  | Regeringstid     | Forhold til forgænger (-e)                   | Andre titler |
| ------- | ----------- | ------------------------- | ----------------------------- | ---------------- | -------------------------------------------- | --- |
|         |             | Frederik 3. (1415–1493)   | 2. februar 1440               | 19. august 1493  | grandfætter til Albrecht 2., udpeget kejser. | - Romernes Konge - Konge af Italien - Ærkehertug af Austria |
|         |             | Maximilian 1. (1459–1519) | 19. august 1493               | 12. januar 1519  | Søn af Frederik 3.                           | - Romernes Konge - Ærkehertug af Austria |
|         |             | Karl 5. (1500–1558)       | 28. juni 1519 (kronet i 1530) | 27. august 1556  | Barnebarn af Maximilian 1.                   | - Romernes Konge - Konge af Italien - Ærkehertug af Austria - Konge af Spanien - Regent i Nederlandene og Hertug af Burgund |
|         |             | Ferdinand 1. (1503–1564)  | 27. august 1556               | 25. juli 1564    | Broder til Karl 5.                           | - Romernes Konge - Konge af Bøhmen - Konge af Ungarn - Konge af Kroatien - Ærkehertug af Austria |
|         |             | Maximilian 2. (1527–1576) | 25. juli 1564                 | 12. october 1576 | Søn af Ferdinand 1.                          | - Romernes Konge - Konge af Bøhmen - Konge af Ungarn - Konge af Kroatien - Ærkehertug af Austria |
|         |             | Rudolf 2. (1552–1612)     | 12. oktober 1576              | 20. januar 1612  | Søn af Maximilian 2.                         | - Romernes Konge - Konge af Bøhmen - Konge af Ungarn - Konge af Kroatien - Ærkehertug af Austria |
|         |             | Matthias (1557–1619)      | 13. juni 1612                 | 20. marts 1619   | Broder til Rudolf 2.                         | - Romernes Konge - Konge af Bøhmen - Konge af Ungarn - Konge af Kroatien - Ærkehertug af Austria |
|         |             | Ferdinand 2. (1578–1637)  | 28. august 1619               | 15. februar 1637 | Fætter til Matthias                          | - Romernes Konge - Konge af Bøhmen - Konge af Ungarn - Konge af Kroatien - Ærkehertug af Austria |
|         |             | Ferdinand 3. (1608–1657)  | 15. februar 1637              | 2. april 1657    | Søn af Ferdinand 2.                          | - Romernes Konge - Konge af Bøhmen - Konge af Ungarn - Konge af Kroatien - Ærkehertug af Austria |
|         |             | Leopold 1. (1640–1705)    | 18. juli 1658                 | 5. maj 1705      | Søn af Ferdinand 3.                          | - Romernes Konge - Konge af Bøhmen - Konge af Ungarn - Konge af Kroatien - Ærkehertug af Austria |
|         |             | Josef 1. (1678–1711)      | 5. maj 1705                   | 17. april 1711   | Søn af Leopold 1.                            | - Romernes Konge - Konge af Bøhmen - Konge af Ungarn - Konge af Kroatien - Ærkehertug af Austria |
|         |             | Karl 6. (1685–1740)       | 12. oktober 1711              | 20. oktober 1740 | Broder til Josef 1.                          | Fuld oversigt - Romernes Konge - Konge af Bøhmen - Konge af Ungarn - Konge af Kroatien - Ærkehertug af Østrig - Konge af Napoli - Konge af Sicilien - Konge af Sardinien - Hertug af Luxemburg - Hertug af Teschen - Hertug af Parma - Greve af Flandern |

#### 1742–1745:Huset Wittelsbach
| Portræt | Våbenskjold | Navn                | Regeringstid     | Regeringstid    | Forhold til forgænger (-e)                          | Andre titler                            |
| ------- | ----------- | ------------------- | ---------------- | --------------- | --------------------------------------------------- | --------------------------------------- |
|         |             | Karl 7. (1697-1745) | 12. februar 1742 | 20. januar 1745 | Tipoldebarn af Ferdinand 2.; Svigersøn til Josef 1. | - Konge af Bøhmen - Kurfyrste af Bayern |

#### 1745–1765:Huset Lorraine
| Portræt | Våbenskjold | Navn                        | Regeringstid       | Regeringstid    | Forhold til forgænger (-e)                      | Andre titler                                                                           |
| ------- | ----------- | --------------------------- | ------------------ | --------------- | ----------------------------------------------- | -------------------------------------------------------------------------------------- |
|         |             | Frans 1. Stefan (1708-1765) | 13. september 1745 | 18. august 1765 | Oldebarn af Ferdinand 3.; Svigersøn til Karl 6. | - Romernes Konge - Ærkehertug af Østrig - Storhertug af Toscana - Hertug af Lothringen |

#### 1765–1806:Huset Habsburg-Lothringen
| Portræt | Våbenskjold | Navn                   | Regeringstid       | Regeringstid     | Forhold til forgænger (-e)                                                                         | Andre titler |
| ------- | ----------- | ---------------------- | ------------------ | ---------------- | -------------------------------------------------------------------------------------------------- | --- |
|         |             | Josef 2. (1741-1790)   | 18. august 1765    | 20. februar 1790 | Søn af kejserinde Maria Theresia, de facto rigets hersker, og Frans 1. Stefan                      | - Romernes Konge - Konge af Bøhmen - Konge af Ungarn og Kroatien - Ærkehertug af Østrig                         |
|         |             | Leopold 2. (1747-1792) | 30. september 1790 | 1. marts 1792    | Søn af kejserinde Maria Theresia, de facto rigets hersker, og Frans 1. Stefan. Broder til Josef 2. | - Romernes Konge - Konge af Bøhmen - Konge af Ungarn og Kroatien - Ærkehertug af Østrig - Storhertug af Toscana |
|         |             | Frans 2. (1768-1835)   | 5. juli 1792       | 6. august 1806   | Søn af Leopold 2.                                                                                  | - Romernes Konge - Konge af Bøhmen - Konge af Ungarn og Kroatien - Ærkehertug af Østrig - Kejser af Østrig      |

## Kroning
Kejseren blev kronet under en speciel ceremoni, der traditionelt blev udført af Paven i Rom . Uden denne kroning kunne ingen konge, selvom om han kunne udøve magten, kalde sig selv kejser. I 1508 tillod Pave Julius 2. Maximilian 1. at bruge titlen kejser uden kroning i Rom, skønt titlen var betegnet som Electus Romanorum Imperator ("valgt til Romernes Kejser"). Maximilians efterfølgere antog den samme titulering, normalt da de blev enehersker af Det tysk-romerske Rige. Maximilians første efterfølger Karl 5. var den sidste, der blev kronet til kejser. 
| Kejser            | Dato for kroning          | Forrettet af                | Location         |
| ----------------- | ------------------------- | --------------------------- | ---------------- |
| Karl 1.           | 25. december 800          | Pave Leo 3.                 | Rom, Italien     |
| Ludvig 1.         | 5. oktober 816            | Pave Stefan 4.              | Reims, Frankrig  |
| Lothar 1.         | 5. april 823              | Pave Paschalis 1.           | Rom, Italien     |
| Ludvig 2.         | 15. juni 844              | Pave Leo 4.                 | Rom, Italien     |
| Karl 2.           | 29. december 875          | Pave Johannes 8.            | Rom, Italien     |
| Karl 3.           | 12. februar 881           | Pave Johannes 8.            | Rom, Italien     |
| Guy 1.            | 21. februar 891           | Pave Stephen 5.             | Rom, Italien     |
| Lambert 1.        | 30. april 892             | Pave Formosus               | Ravenna, Italien |
| Arnulf af Kärnten | 22. februar 896           | Pave Formosus               | Rom, Italien     |
| Ludvig 3.         | 15. eller 22. februar 901 | Pave Benedikt 4.            | Rom, Italien     |
| Berengar 1.       | December 915              | Pave Johannes 10.           | Rom, Italien     |
| Otto 1.           | 2. februar 962            | Pave Johannes 12.           | Rom, Italien     |
| Otto 2.           | 25. december 967          | Pave Johannes 13.           | Rom, Italien     |
| Otto 3.           | 21. maj 996               | Pave Gregor 5.              | Monza, Italien   |
| Henrik 2.         | 14. februar 1014          | Pave Benedikt 8.            | Rom, Italien     |
| Conrad 2.         | 26. marts 1027            | Pave Johannes 19.           | Rom, Italien     |
| Henrik 3.         | 25. december 1046         | Pave Clemens 2.             | Rom, Italien     |
| Henrik 4.         | 31. marts 1084            | Modpave Clemens 3.          | Rom, Italien     |
| Henrik 5.         | 13. april 1111            | Pave Paschalis 2.           | Rom, Italien     |
| Lothar 3.         | 4. juni 1133              | Pave Innocens 2.            | Rom, Italien     |
| Frederik 1.       | 18. juni 1155             | Pave Hadrian 4.             | Rom, Italien     |
| Henrik 6.         | 14. april 1191            | Pave Celestin 3.            | Rom, Italien     |
| Otto 4.           | 4. oktober 1209           | Pave Innocens 3.            | Rom, Italien     |
| Frederik 2.       | 22. november 1220         | Pave Honorius 3.            | Rom, Italien     |
| Henrik 7.         | 29. juni 1312             | Ghibellinernes kardinaler   | Rom, Italien     |
| Ludvig 4.         | 17. januar 1328           | Senator Sciarra Colonna     | Rom, Italien     |
| Karl 4.           | 5. april 1355             | Pave Innocens 6.'s kardinal | Rom, Italien     |
| Sigismund         | 31. maj 1433              | Pave Eugenius 4.            | Rom, Italien     |
| Frederik 3.       | 19. marts 1452            | Pave Nikolaus 5.            | Rom, Italien     |
| Karl 5.           | 24. february 1530         | Pave Clemens 7.             | Bologna, Italien |